# Bailiang Shuiku
Bailiang Shuiku är en reservoar i Kina. Den ligger i provinsen Yunnan, i den sydvästra delen av landet, omkring 140 kilometer nordost om provinshuvudstaden Kunming. Bailiang Shuiku ligger 1 981 meter över havet. Arean är 2,2 kvadratkilometer. Trakten runt Bailiang Shuiku består till största delen av jordbruksmark. Den sträcker sig 3,7 kilometer i nord-sydlig riktning, och 1,8 kilometer i öst-västlig riktning.
Genomsnittlig årsnederbörd är 1 055 millimeter. Den regnigaste månaden är juni, med i genomsnitt 238 mm nederbörd, och den torraste är januari, med 11 mm nederbörd.